# Abdelbaki es Satty
Abdelbaki es Satty   (Bab Taza, 1 de gener de 1973 - Alcanar, 16 d'agost de 2017) va ser un imam de Ripoll i presumptament el cap d'una cèl·lula d'Estat Islàmic que va atemptar a Catalunya l'estiu de 2017. El 13 de gener de 2025 es confirmà que es Satty era confident del Centre Nacional d'Intel·ligència (CNI), del que cobrava almenys des de 2014.

## Biografia
Es Satty va ser detingut per tràfic de persones el 2002 a la zona de l'estret de Gibraltar. Un cop en llibertat, es trasllada a Vilanova i la Geltrú on, se suposa, contacta per primer cop amb la cèl·lula de captació de combatents per Al-Qaida dirigida per l'imam Mohamed Mrabet. Tot i estar involucrat dins l'anomenada operació Xacal i tenir el seu telèfon intervingut, no va ser imputat.
Va marxar de la ciutat cap al 2008 per, presumptament, continuar amb el tràfic d'haixix entre Marroc i Espanya. Arran d'aquest tràfic, va ser detingut a Ceuta el 2010 i condemnat a 4 anys de presó el 2011 i va complir pena a la presó de Castelló, on va ser captat pel Centre Nacional d'Intel·ligència (CNI), del que va començar a cobrar 500 euros al mes. Un cop complida la pena, va aconseguir evitar una ordre d'expulsió del país gràcies al seu arrelament.
L'any 2014, després de sortir de la presó, es trasllada a Vilvoorde (Bèlgica), on intenta treballar d'imam, però desperta les sospites tant de la població musulmana com de la policia belga.
Va exercir d'imam a Ripoll des de principis del 2016 fins que va marxar de la ciutat a l'estiu de 2017, per, presumptament, preparar els atemptats a la casa ocupada d'Alcanar on va ser declarat mort per l'explosió del material que estava manipulant. És a Ripoll que va captar els joves amb qui va formar la cèl·lula terrorista que cometria els atemptats de l'agost de 2017.
Segons fonts periodístiques, Es Satty va ser informador del CNI des del 2014 i fins al mateix moment dels atemptats. El CNI havia negat que se l'hagués volgut captar. El CNI si que va reconèixer contactes amb Es Satty durant el període que va complir condemna a la presó de Castelló atès que compartia cel·la amb jihadistes.
L'1 de març de 2018, a la Mesa del Congrés dels Diputats el PP, PSOE i C's van vetar la petició d'ERC i el Pdcat d'una comissió d'investigació sobre la seva relació amb el CNI, al·legant que era un assumpte de seguretat nacional que s'havia de resoldre a la Comissió de Despeses Reservades. Anteriorment, el 13 de febrer de 2018, el vot en contra de PP, PSOE, ERC i PDCat i l'abstenció d'Unides Podem (UP) va impedir que prosperes la proposta de C's d'investigar els atemptats per considerar-la electoralista.
El 19 d'agost de 2020 la veterana revista holandesa De Groene Amsterdammer va publicar un article posant en dubte la mort d'Es Satty donat que va ser declarat mort sense que s'hagués pogut identificar a les anàlisis biològiques. Això no obstant, els Mossos d'Esquadra que van portar la investigació dels atemptats van confirmar la mort d'Es Satty a partir de les mostres biològiques analitzades. També hi ha dubtes pels testimonis dels fets. "Segons els testimonis, 4 o 5 persones eren a la casa d'Alcanar la nit de l'explosió. Així que el perfil d'ADN desconegut no té per què pertànyer necessàriament a Es Satty. Entre les runes es van trobar tota mena de coses de l'imam, però no pas el seu telèfon. Testimonis presencials van declarar a la policia que van veure la camioneta blanca d'Es Satty allunyar-se a gran velocitat immediatament després de l'explosió. La camioneta va aparèixer tres dies després a la casa d'un carnisser amic de l'imam a Sant Carles de la Ràpita, no lluny d'Alcanar. Després de l'explosió, el telèfon d'Es Satty va rebre diverses trucades que van durar alguns minuts. I finalment: els cossos de tots els membres de la cèl·lula terrorista que van morir van ser recuperats per les seves famílies al Marroc. Excepte un, i no perquè no tingui família: Es Satty", indica.
El 13 de gener de 2025 els informes del Centre Nacional d’Intel·ligència (CNI) desclassificats a la Comissió d’investigació dels atemptats del 17-A, mostraren que Abdelbaki Es Satty estava controlat pel CNI i que se li van oferir contramesures a canvi d’informació sobre trames jihadistes a Catalunya i Espanya així com el seu finançament. A més, segons informà el diari ABC, Es Satty rebia una paga de 500 euros al mes com a confident del CNI. L'imam mantenia contacte amb un agent del CNI que era "oficial de relació" i que el visitava periòdicament a Ripoll. Al llarg d'aquestes visites, però l'agent no va detectar mai indicis de radicalització ni voluntat d'atemptar, i tampoc va informar sobre els joves a qui estava adoctrinant per perpetrar els atacs. La informació aportada per Es Satty era "completament anodina" i no tenia cap valor, però, així i tot, l'agent continuà visitant Es Satty per pagar-li els 500 mensuals. Els pagaments es feien per mitjà de l'oficina del CNI a Girona, al capdavant de la qual hi havia el cap de la Divisió de Contraterrorisme, Luis García Terán, que el 17 de desembre de 2017 fou nomenat número 2 del CNI i mà dreta de la directora Esperanza Casteleiro.